# Сід Мід
Сідней Джей Мід (англ. Sydney Jay Mead), відомий також як Сід Мід (англ. Syd Mead, 18 липня 1933 — 30 грудня 2019) — американський індустріальний дизайнер, художник-неофутурист. Здобув славу як автор науково-фантастичних концепт-артів. Його творчість вплинула на авангардну архітектуру США, багатьох режисерів фільмів і дизайнерів відеоігор.

## Біографія
Сідней Джей Мід народився 18 липня 1933 року в місті Сент-Пол штату Міннесота. Через чотири роки родина переїхала в Колорадо. Його батько був баптистським священнослужителем, читав синові фантастичні твори з палп-журналів, такі як оповідання про Бака Роджерса та Флеша Гордона. Це рано сформувало в хлопчика інтерес до наукової фантастики. Вже змалку він захопився малюванням. Мід закінчив середню школу в Колорадо-Спрінгз, штат Колорадо, в 1951 році. Потім три роки служив в армії США. Далі відвідував школу мистецького центру в Лос-Анджелесі — нині Мистецький коледж дизайну, який закінчив у червні 1959 року.
У 1959 році Мід прийнятий автомобільним дизайнером Елвудом Енгелем на роботу до студії «Advanced Styling» компанії «Ford Motor». З 1960 по 1961 рік Мід працював у ній в Детройті, штат Мічиган. Через два роки покинув «Ford Motor», щоб ілюструвати книги та каталоги для компаній «U.S. Steel», «Celanese», «Allis-Chalmers» та «Atlas Cement». У 1970 році він заснував власну компанію «Syd Mead, Inc.» у Детройті, клієнтами якої були такі компанії, як «Philips Electronics».
У 1970-х роках Мід відвідував Європу, насамперед для створення дизайну та ілюстрацій для «Philips». також надалі продовжував працювати для міжнародних клієнтів. У 1970-х і 1980-х роках Мід та його компанія створювали архітектурні проєкти для «Intercontinental Hotels», «3D International», «Harwood Taylor & Associates», «Don Ghia», «Gresham & Smith» та «Philip Koether Architects». З 1978 року проживав зі своїм бізнес-партнером, дизайнером Роджером Сервіком і своєю сестрою Пеґґі.
Починаючи з 1983 року, Мід налагодив робочі стосунки з «Sony», «Minolta», «Dentsu», «Dyflex», «Tiger Corporation», «Seibu», «Mitsukoshi», «Bandai», «NHK» та «Honda».
Індивідуальні виставки Міда розпочалися в 1973 році з виставки «Documenta 6» у Касселі, Західна Німеччина. Пізніше його роботи демонструвалися загалу в Японії, Італії та Іспанії. В 1983 році корпорація «Chrysler» запросила Міда бути спікером свого дизайнерського відділу. Він створив серію слайдів для супроводу презентації, що здобула великий успіх. Пізніше опанував комп'ютерною графікою для виконання замовлень кількох клієнтів, зокрема компанії Діснея, Університету Карнегі Меллона, Університету Пердью, Інституту Пратта та Товариства ілюстраторів.
У 1993 році цифрова галерея, що складається з 50 творів Міда, стала одним із перших компакт-дисків CD-ROM, випущених в Японії. У 2004 році Мід співпрацював зі Школою візуальних ефектів Gnomon, щоб випустити серію освітніх DVD з дизайну. В березні 2010 року Мід виконав тур Австралією.
У 2016 році одружився з Роджером Сервіком, з яким доти жив разом уже 38 років. У 2018 році опублікував автобіографію під назвою «Згадане майбутнє». Удостоївся премії Car Design News за життєві досягнення в 2016 році та EyesOn Design за життєві досягнення в 2017 році.
Сід Мід помер 30 грудня 2019 року в своєму будинку в Пасадені у віці 86 років унаслідок лімфоми. За спогадом Роджера Сервіка, його останніми словами були: «Я тут закінчив, вони прийшли забрати мене назад».

## Стиль
Бувши індустріальним дизайнером, Сід Мід дотримувався правдоподібного зображення навіть у найфантастичніших своїх малюнках. Він здебільшого малював гуашшю вручну, навіть коли інші концептуальні художники зверталися до комп'ютерної графіки. Сам Мід почасти надихався малюнками французького художника-коміксиста Жана Жиро (Мебіуса). Власну творчість він характеризував як «надзвукове бароко» — пишність візерунків, накладену на прості геометричні форми.
Футуристичні картини Сіда Міда поєднують утопічні ідеї 1950-х з вірою в технологічний прогрес як вирішення головних проблем людства, та антиутопічні наступних десятиліть, в яких технології замінюють собою природне середовище. Сам Сід Мід описував наукову фантастику, в жанрі якої виконав багато своїх робіт, як «реальність, що випереджає розклад».
Режисер Дені Вільнев відгукувався про творчість Міда як «ностальгічну», що зображає майбутнє, котре притягує наявністю в ньому сучасності та минулого. Єван Вілсон, редактор Eurogamer, пояснював привабливість картин Міда: «Ми живемо серед високотехнологічних зон, елементів, що випереджають свій час, проблисків майбутнього. Це та сировина, котру екстраполюють футуристи… Реактивні двигуни, комп'ютери та космічна програма „Аполлон“. Саме на цьому фоні виникли ідеї Міда — не стільки майбутнє, скільки колективна мрія, яка тепер, очевидно, нереалізована. Втрачене майбутнє».

## Участь у проєктах

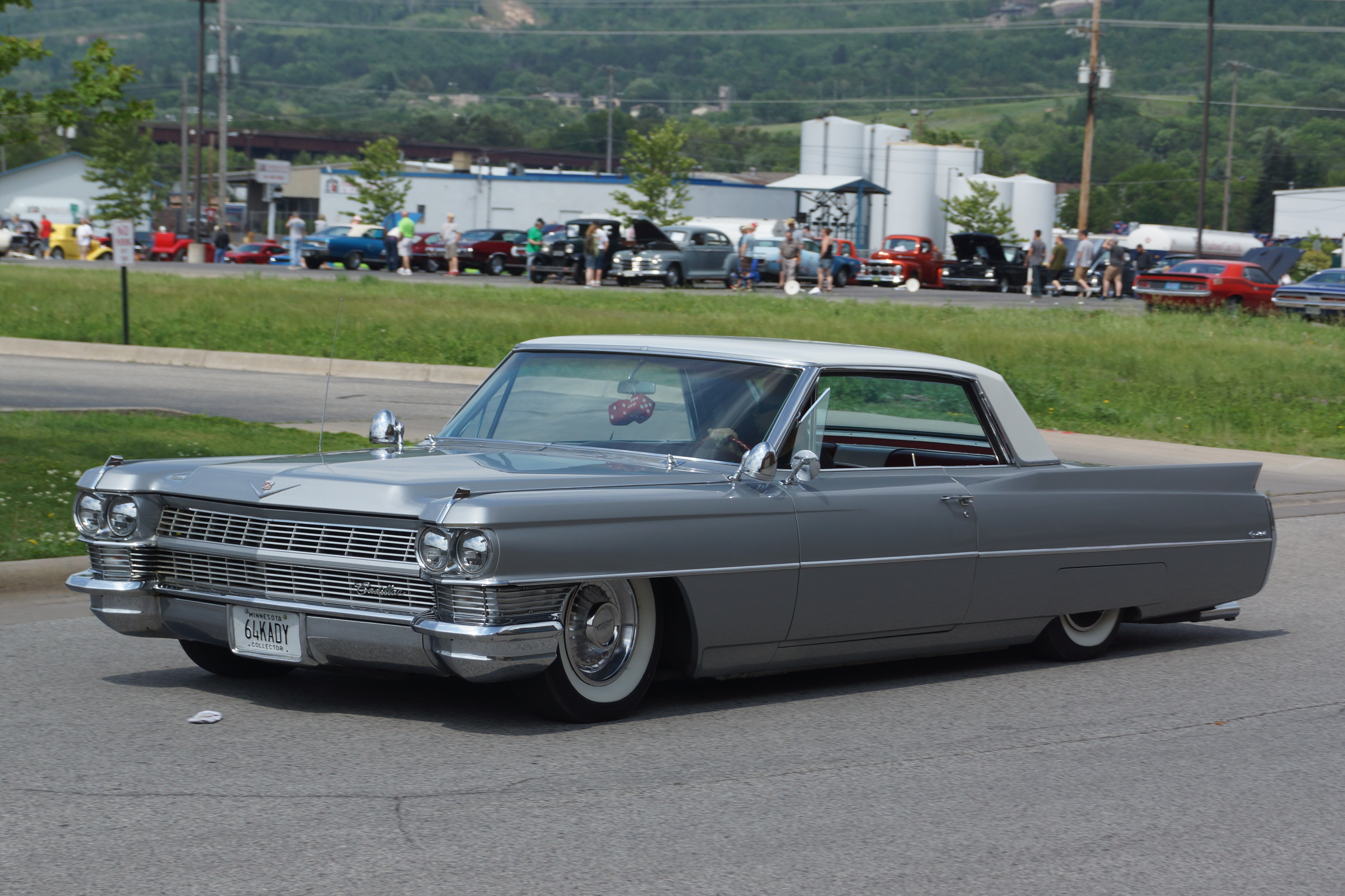
Cadillac Coupe de Ville 1961 року

Сід Мід розробив дизайн численних серійних авто й концепт-карів, зокрема:
- Cadillac Coupe de Ville (1961)
- Ford Falcon (1963)
- Ford Gyron (1961)
- Ford Ranger II (1966)

Також, Сід Мід розробив дизайн інтер'єру особистого літака Boeing 747-400 для саудитів.
Брав участь у створенні понад 30-и фільмів і телесеріалів, з-поміж яких головні:
- «Зоряний шлях: фільм» (1979)
- «Чужі» (1979)
- «Трон» (1982)
- «Той, що біжить по лезу» (1982)
- «Космічна одіссея 2010» (1984)
- «Коротке замикання» (1986)
- «Джонні-мнемонік» (1995)
- «Turn A Gundam» (1999—2000)
- «Місія на Марс» (2000)
- «Місія нездійсненна 3» (2006)
- «Елізіум» (2013)
- «Земля майбутнього» (2015)
- «Той, що біжить по лезу 2049» (2017)

А також 11-и відеоігор:
- Syd Mead's Terraforming (1992)
- Maelstrom (1992)
- CyberRace (1993)
- Cyber Speedway (1995)
- Blade Runner (1997)
- Wing Commander: Prophecy (1997)
- Bounty Hounds (2006)
- Battlestar Galactica (2003)
- Devastation (2003)
- TRON 2.0 (2003)
- Aliens: Colonial Marines (2013)

## Вплив
Стиль Сіда Міда вплинув на такі американські архітектурні школи, як школа Південно-Каліфорнійського архітектурного інституту, що викладає мистецтво концептуалізації майбутніх середовищ та суспільств, які в них житимуть.
У 1969 році Сід Мід придумав особистий транспорт з гіроскопом в своїй основі, що нагадує сеґвей. Одна з ілюстрацій з крокуючими машинами надихнула Джорджа Лукаса на створення бойової техніки AT-AT для «Зоряних воєн». Впливу Міда зазнав ряд японських аніматорів, які виконували аніме в жанрі меха.
Стиль Сіда Міда наслідували дизайнери відеоігор Deus Ex (2000) і Deus Ex: Mankind Divided (2016), де футуристичні міста містять елементи старовини чи навпаки, як у Half-Life 2 (2004) і Dishonored (2012) — в старовинних є футуристичні елементи. Найпомітніше Сід Мід вплинув на дизайн ігор серії Mass Effect, у яких деякі локації відтворюють його картини зі світлими будівлями плавної форми.
Творчістю Сіда Міда був натхненний симпозіум режисерів, концептуальних художників, дизайнерів відеоігор та оповідачів «Страх і диво 3: Майбутні ШІ» (2019), темою котрого стала участь штучного інтелекту в формуванні середовища життя людини. Творчість Міда зумовила дизайн автомобіля Tesla Cybertruck.

## Гелерея

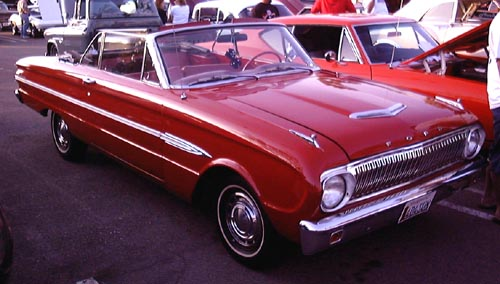
Ford Falcon 1963 року дизайну Сіда Міда
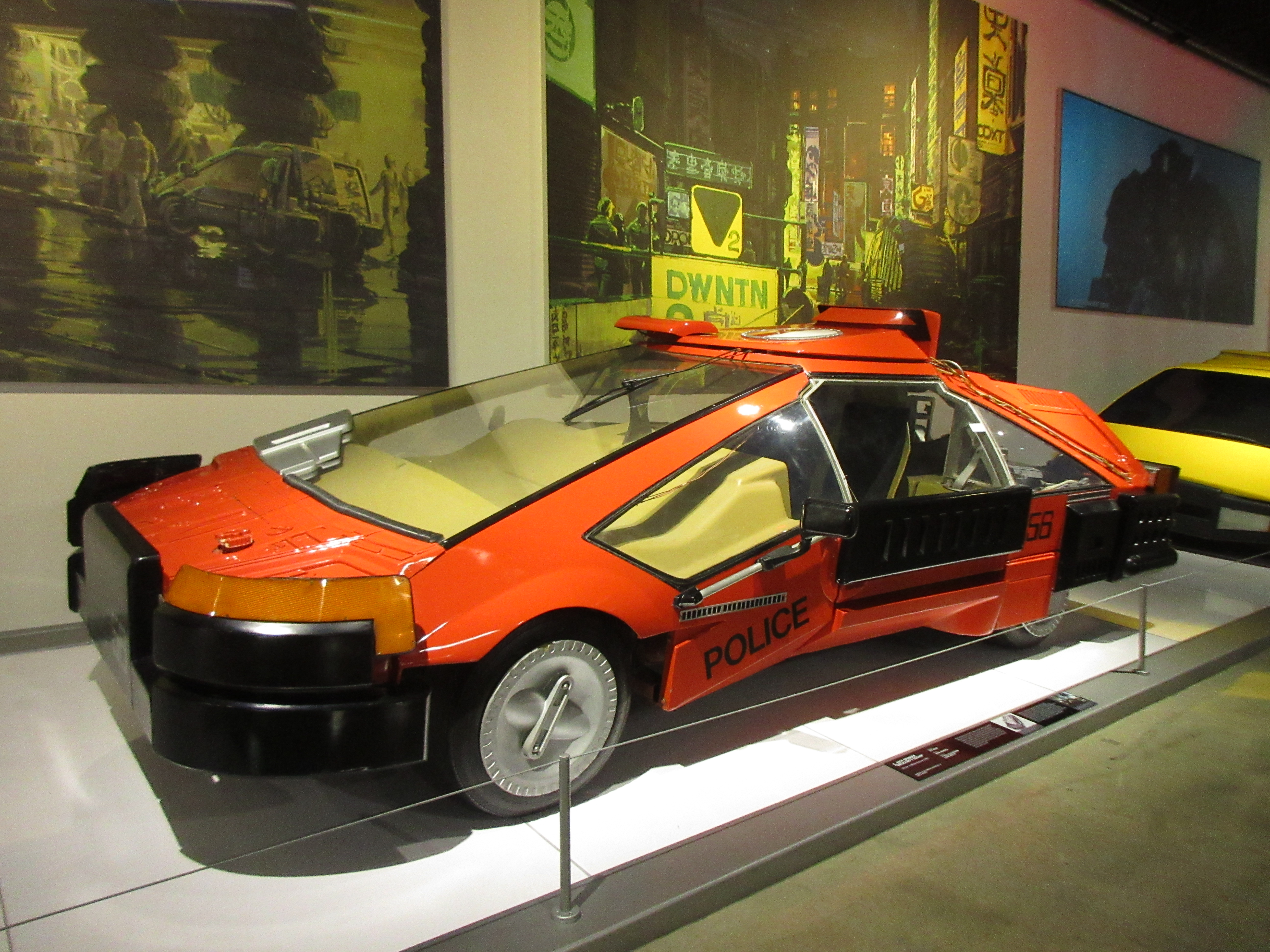
Футуристичний автомобіль дизайну Сіда Міда для фільму «Той, що біжить по лезу»
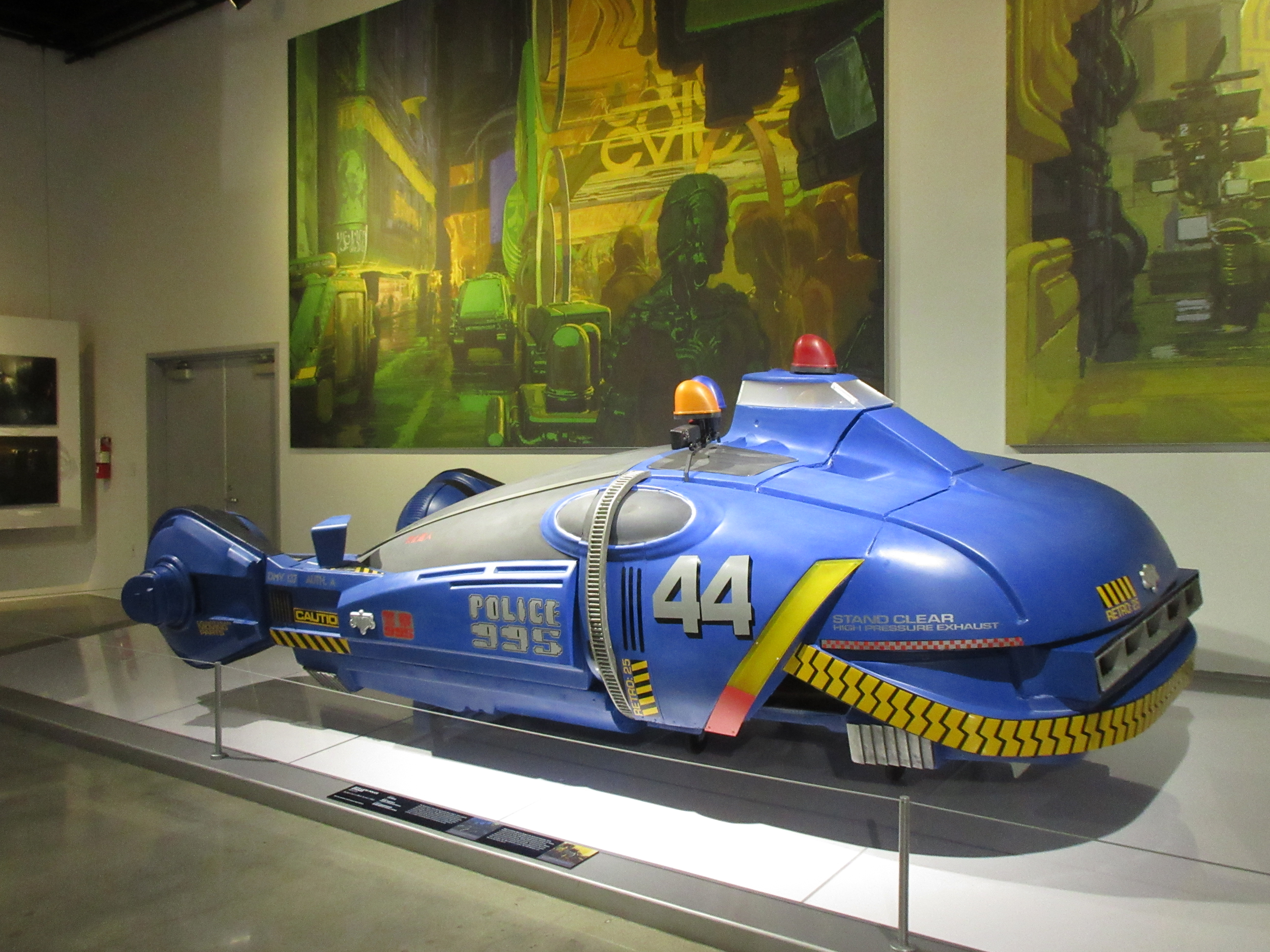
Футуристичний автомобіль дизайну Сіда Міда для того ж фільму
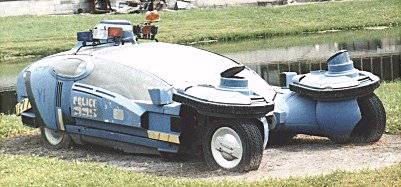
Футуристичний автомобіль дизайну Сіда Міда для того ж фільму
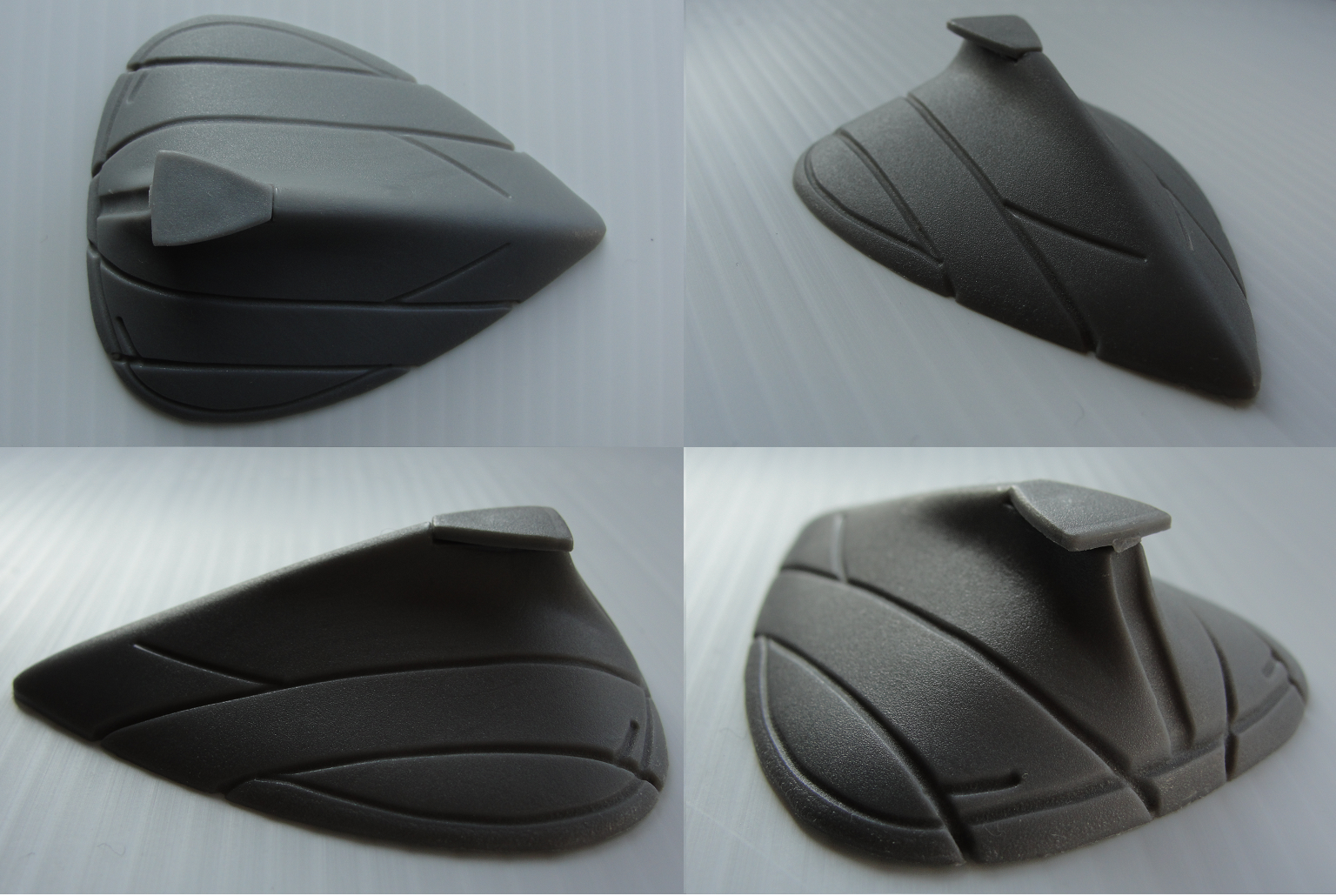
Пластикова модель авто для відеогри CyberRace